# Richard Bragdon
Pour les articles homonymes, voir Bragdon.
Richard Bragdon (né en 1975/76) est un homme politique canadien du Nouveau-Brunswick. Il représente la circonscription fédérale néo-brunswickoise de Tobique—Mactaquac à titre de député conservateur à partir de 2019.

## Biographie
Né à Woodstock au Nouveau-Brunswick, Bragdon présente le projet de loi privé C-228, Act to establish a framework to reduce recidivism (Loi établissant un cadre pour réduire la récidive) qui, après son adoption, engage le ministère la Sécurité publique de développer une stratégie fédérale afin de réduire la récidive.
En juin 2021, il vote non au projet de loi C-6 qui vise à rendre illégales les thérapies de conversion au Canada.